# Joubin-Inseln
Die Joubin-Inseln (französisch Îlots Joubin) sind eine Gruppe kleiner Inseln am südwestlichen Ende des westantarktischen Palmer-Archipels. Sie liegen 5 km südwestlich des Kap Monaco auf der Anvers-Insel.
Entdeckt wurden sie bei der Vierten Französischen Antarktisexpedition unter der Leitung des Polarforschers Jean-Baptiste Charcot. Charcot benannte sie nach dem französischen Naturforscher Louis Joubin (1861–1935).